# Villa Muggia
La villa Muggia, esempio di architettura razionalista italiana, si trova nelle vicinanze di Imola e fu restaurata negli anni tra il 1936 e il 1938 dagli architetti Piero Bottoni e Mario Pucci su incarico del commendatore Umberto Muggia di Bologna. La villa racchiude in una struttura di cemento e vetro un casino di caccia del 1700. In seguito agli avvenimenti della seconda guerra mondiale gran parte dell'edificio è andato distrutto e non è mai stato recuperato. È ancora possibile vedere lo scheletro della villa, ben visibile dalle colline attorno.